# Oxymastinocerus venezolanus
Oxymastinocerus venezolanus är en skalbaggsart som beskrevs av Wittmer 1976. Oxymastinocerus venezolanus ingår i släktet Oxymastinocerus och familjen Phengodidae. Inga underarter finns listade i Catalogue of Life.